# Trichocephala
Trichocephala is een geslacht van kevers uit de familie bladsprietkevers (Scarabaeidae). Het geslacht werd voor het eerst wetenschappelijk beschreven in 1916 door Moser.

## Soorten
- Ondergeslacht Latescutella Ruter, 1972
  - Trichocephala bernardii (Ruter, 1972)
  - Trichocephala claveaui Antoine, 1998
  - Trichocephala mirei Antoine, 2008
- Ondergeslacht Trichocephala
  - Trichocephala angolensis Krikken, 1983
  - Trichocephala brincki Schein, 1960
  - Trichocephala flavosignata Moser, 1916
  - Trichocephala legrandi Antoine, 1996
  - Trichocephala puchneri Beinhundner, 2012
  - Trichocephala werneri Rojkoff, 2003